# ميتش جونسون
ميتش جونسون (بالإنجليزية: Mitch Johnson) هو لاعب كرة قدم أمريكية أمريكي، ولد في 1 مارس 1942 في شيكاغو في الولايات المتحدة.

## وصلات خارجية
- ميتش جونسون على موقع مرجع كرة القدم المحترفة.كوم (الإنجليزية)